# Martti Peltoniemi
Martti Peltoniemi (ur. 16 czerwca 1935 w Lappajärvi, zm. 2 sierpnia 1975 w Helsinkach) – fiński zapaśnik walczący w stylu wolnym. Olimpijczyk z Rzymu 1960, gdzie zajął siódme miejsce w kategorii do 67 kg.
Wicemistrz Finlandii w 1958, 1959, 1961, 1962, 1963 i 1964; trzeci w 1957, w stylu wolnym. Trzeci w 1961, w stylu klasycznym.

## Letnie Igrzyska Olimpijskie 1960
| Konkurencja      | Rundy eliminacyjne | Rundy eliminacyjne    | Rundy eliminacyjne   | Rundy eliminacyjne | Rundy eliminacyjne  | Klas. końcowa |
| Konkurencja      | Przeciwnik I       | Przeciwnik II         | Przeciwnik III       | Przeciwnik IV      | Przeciwnik V        | Miejsce       |
| ---------------- | ------------------ | --------------------- | -------------------- | ------------------ | ------------------- | ------------- |
| 67 kg styl wolny | José Yáñez (CUB) Z | Shelby Wilson (USA) P | Parkash Gian (IND) Z | wolny los          | Bong Ug-won (KOR) P | 7.            |